# Municipio de Van Horn
El municipio de Van Horn (en inglés: Van Horn Township) es un municipio ubicado en el condado de Carroll en el estado estadounidense de Misuri. En el año 2010 tenía una población de 458 habitantes y una densidad poblacional de 4,97 personas por km².

## Geografía
El municipio de Van Horn se encuentra ubicado en las coordenadas 39°29′32″N 93°29′5″O / 39.49222, -93.48472. Según la Oficina del Censo de los Estados Unidos, el municipio tiene una superficie total de 92.2 km², de la cual 92,15 km² corresponden a tierra firme y (0,05 %) 0,05 km² es agua.

## Demografía
Según el censo de 2010, había 458 personas residiendo en el municipio de Van Horn. La densidad de población era de 4,97 hab./km². De los 458 habitantes, el municipio de Van Horn estaba compuesto por el 98,25 % blancos, el 1,53 % eran de otras razas y el 0,22 % eran de una mezcla de razas. Del total de la población el 3,06 % eran hispanos o latinos de cualquier raza.